# Piuí tropical occidental
El piuí tropical occidental (Contopus punensis) és un ocell de la família dels tirànids (Tyrannidae).

## Hàbitat i distribució
Habita garrigues, bosc obert, clars del bosc i manglars del sud-oest de l'Equador, incloent l'illa de Puná i oest del Perú.